# Sturmflug
Sturmflug (Originaltitel: Slattery’s Hurricane) ist ein US-amerikanisches Filmdrama aus dem Jahr 1949 von André De Toth mit Richard Widmark und Linda Darnell in den Hauptrollen. Der Film wurde von 20th Century Fox produziert.

## Handlung
Lieutenant Will Slattery fliegt zur Erkundung eines Hurrikans für das Beobachtungszentrum der US Navy. Während des Fluges erinnert er sich an die Begebenheiten, die ihn in diese Situation brachten.
Während einer Verabredung mit seiner Freundin Dolores Greeves begegnet Will seinem Kriegskameraden Lieutenant Hobson. Hobson fliegt für die Wetterstaffel der US Navy und lädt Will ein, mit ihm zur Erkundung in das Auge eines nahenden Hurrikans zu fliegen. Will und Dolores laden Hobson und dessen Frau zum Abendessen ein. Hobsons Frau Aggie entpuppt sich als Wills Ex-Freundin. Will lädt die Hobsons zu einem Flug mit seinem Wasserflugzeug ein, mit dem er den Zuckerfabrikanten Milne pilotiert. Dolores vermutet, dass Will Aggie von früher her kennt. Auch Dolores arbeitet für Milne, doch der Geschäftspartner Gregory will Dolores feuern. Milne behält sie, da sie zu viel über seine unsauberen Geschäfte, Drogenschmuggel, weiß.
Als Hobson auf einer Erkundungsmission ist, lädt Will Aggie zum Essen ein. Sie akzeptiert die Einladung im Glauben, dass auch Dolores da sein werde. Trotz Aggies Zurückhaltung enden die beiden in einer Umarmung. Dolores ist besorgt wegen Wills auffälligem Interesse an Aggie und will ihn verlassen. Will gesteht ihr, dass er Aggie begehre. Dolores macht ihm klar, dass sie ihn hasse, für das, was er seinem Freund antue. Später informiert Milne Will, dass Dolores verschwunden sei. Will reagiert desinteressiert. Will soll Milne zu einer kleinen Insel fliegen. Dort bekommt Milne Herzprobleme und bricht auf dem Rückflug zusammen. Will will dem herzkranken Milne eine Dosis Amylnitrat verabreichen. Doch statt des Medikaments findet er Drogenbeutel, die Milne um den Körper gebunden hat. Noch bevor sie in Miami landen, stirbt Milne.
Dolores liest die Zeitungsmeldung über Milnes Tod und warnt Will telefonisch vor Gregory. Will betrinkt sich und findet zu Hause ein Schreiben der US Navy, die ihm die Verleihung des Navy Cross für seine Verdienste im Krieg ankündigt. Gregory und sein Kompagnon Frank tauchen auf und suchen nach den von Milne transportierten Drogen. Will händigt ihnen die Drogen aus, verlangt aber mehr Geld. Er droht mit einem Schreiben, in dem Milnes und Gregorys Geschäfte aufgeführt sind, und sich in einem Safe befindet. Dolores besucht die Verleihungszeremonie und will Will gratulieren, jedoch ist Aggie sofort an seiner Seite. Dolores zieht sich zurück und bricht zusammen.
Will erfährt, dass Dolores in eine Psychiatrie eingewiesen wurde. Der behandelnde Arzt erklärt ihm, dass Dolores ihn liebe und auf seine Hilfe angewiesen sei. Will legt das Navy Cross auf ihre Decke und verspricht ihr, alles wieder geradezubiegen. Wenn es ihr besser gehe, werde er kommen und den Orden holen. Hobson hat die Affäre seiner Frau mit Will herausgefunden. Will versichert ihm, dass Aggie ihren Mann noch immer liebe. In diesem Moment erfolgt ein Anruf der Navy, die Hobson zu einer sofortigen Notfallmission befiehlt. Hobson ist jedoch angetrunken und würde vor ein Militärgericht kommen, sollte er die Mission in diesem Zustand fliegen. Will schlägt ihn k. o. und nimmt seinen Platz ein.
Während des Fluges gibt Will kontinuierlich Daten über den nahenden Hurrikan weiter, so dass Vorbereitungen getroffen werden können. Wills Maschine verliert ein Triebwerk. In Anbetracht, dass er abstürzen könnte, funkt Will Angaben über Milnes Drogengeschäfte und das belastende Schreiben in seinem Banksafe. Auch das zweite Triebwerk fällt aus, Will muss eine Notlandung riskieren. Er überlebt die Bruchlandung, der Kommandant des Stützpunktes benennt den Hurrikan zu seinen Ehren Slattery.
Aggie und Hobson haben wieder zueinander gefunden. Will meldet sich später bei der Navy als Pilot. Die wieder gesunde Dolores will ihm seinen Orden wiedergeben, doch Will sagt, sie solle ihn behalten, er werde bald zurückkommen.

## Produktion

### Hintergrund
Gedreht wurde der Film vom 29. November 1948 bis zum 25. Januar 1949. Zusätzliche Szenen und Neuaufnahmen entstanden im April 1949. Drehorte waren Miami und die Fox-Studios in Century City.
Im Januar 1948 wurde der Schriftsteller Herman Wouk gebeten, für seine Erzählung Slattery’s Hurricane die Rohfassung eines Drehbuchs (Treatment) zu schreiben. Stattdessen wandelte Wouk seine Geschichte in einen kompletten Roman um, für dessen Filmrechte das Studio 50.000 Dollar zahlte. Weitere 25.000 Dollar erhielt Wouk für die Erstellung eines Drehbuchs, das er im September 1948 vollendete.
Zwischen Fox und der Motion Picture Association of America (MPAA) kam es in der Folge zu Problemen wegen der Filmfigur Dolores, die als Drogenabhängige charakterisiert wurde. Am 24. November 1948 schickte der Vorsitzende der Production Code Administration (PCA), Joseph Breen, ein Memo, in dem angegeben wurde, dass diese Charakterisierung ein direkter Verstoß gegen den Hays Code sei. Im Januar 1949 bemängelte die PCA, dass die Charakterisierung immer noch enthalten sei, zudem komme eine unangebrachte sexuelle und ehebrecherische Beziehung zwischen Aggie und Slattery. Es wurde die Warnung ausgesprochen, dass der Film nicht von der Zensurbehörde freigegeben werde, sollte die Drogenabhängigkeit weiterhin im Film enthalten bleiben. Die Charakterisierung wurde dennoch beibehalten. Erst als im April 1949 Dolores Einweisung ins Krankenhaus neu gedreht werden musste, wurde ihr Drogenproblem mit einer vagen psychischen Störung ersetzt.
Obwohl Cyril J. Mockridge als Komponist der Filmmusik angegeben wurde, schrieb er keine einzige Note für den Film. Nach Unterlagen der University of California, Los Angeles (UCLA) wurde die Musik des Vorspanns von Hugo Friedhofer komponiert.

### Stab
Lyle R. Wheeler und Albert Hogsett waren die Art Directors, Thomas Little und Bruce MacDonald die Szenenbildner, Kay Nelson die Kostümbildnerin. Roger Heman sr. und Arthur von Kirbach waren für den Ton verantwortlich, Fred Sersen und Ray Kellogg für die Spezialeffekte.

### Besetzung
In kleinen nicht im Abspann erwähnten Nebenrollen traten Morris Ankrum, Harold Miller, Gene Reynolds und Amelita Ward auf.

### Musik
Musikalischer Direktor des Films war Lionel Newman.
Folgende Songs wurden im Film gespielt:
- If I Could Be With You One Hour Tonight von Henry Creamer und James P. Johnson
- For You von Joseph A. Burke
- No Love, No Nothing von Harry Warren
- Anchors Aweigh von Charles A. Zimmerman
- Home on the Range von Daniel E. Kelley und Brewster M. Higley
- Dolores von Louis Alter und Frank Loesser

## Veröffentlichung
Die Premiere des Films fand am 9. August 1949 in Los Angeles statt. In der Bundesrepublik Deutschland kam er am 23. Juli 1954 in die Kinos, in Österreich bereits am 17. November 1950.

## Kritiken
Der Filmkritiken-Aggregator Rotten Tomatoes hat in einer Auswertung ein Publikumsergebnis von 38 Prozent positiver Bewertungen ermittelt.
Das Lexikon des internationalen Films schrieb: „Mischung aus Abenteuer- und Liebesfilm.“
Der Kritiker der The New York Times befand, De Toths Regie sei gut darin, die Story in Bewegung zu halten. Der konstante Wechsel zwischen Flashbacks und Flugzeug sei nicht so störend, wie man erwarten könnte. Da jedoch die Filmplaner nicht die Vorstellungskraft oder den Wunsch hatten, sich auf das Geschäft der Sturmerkundung zu konzentrieren, sei es nur ein gewöhnlicher Film.
Bob Thomas schrieb im Santa Cruz Sentinel, im Gegensatz zum Flugzeug komme der Film nicht vom Boden weg. Widmark und Darnell scheinen genauso konfus wie die Zuschauer zu sein.
Der Kritiker des TV Guide hingegen beschrieb den Film als unterhaltsames Stück Spinnerei, das die Besetzung gut nutze. Die Windeffekte seien realistisch, der Enthusiasmus der Darsteller überspiele das schwache Drehbuch.